# Tycho Brahe
Tycho Brahe escucharⓘ (Thyge Ottesen Brahe; Castillo de Knudstrup, Escania, 14 de diciembre de 1546-Praga, 24 de octubre de 1601) fue un astrónomo danés, considerado el más grande observador del cielo, que jugó un papel importante en la física danesa, en el período anterior a la invención del telescopio [cita requerida]. Su nombre original, Thyge Ottesen Brahe, en danés moderno se pronuncia [ˈtˢyːə ˈʌd̥əsn̩ ˈb̥ʁɑː].
Hizo que se construyera Uraniborg, un palacio que se convertiría en el primer instituto de investigación astronómica. Los instrumentos diseñados por Brahe le permitieron medir las posiciones de las estrellas y los planetas con una precisión muy superior a la de la época. Atraído por la fama de Brahe, Johannes Kepler aceptó una invitación que le hizo para trabajar con él en Praga. Tycho pensaba que el progreso en astronomía no podía conseguirse por la observación ocasional e investigaciones puntuales, sino que se necesitaban medidas sistemáticas, noche tras noche, utilizando los instrumentos más precisos posibles.
Al morir Brahe, las mediciones sobre la posición de los planetas pasaron a posesión de Kepler, y las medidas del movimiento de Marte, en particular de su movimiento retrógrado, fueron esenciales para que esté último pudiera formular las tres leyes que rigen el movimiento de los planetas.

## Biografía

### Infancia y juventud (1546–1566)

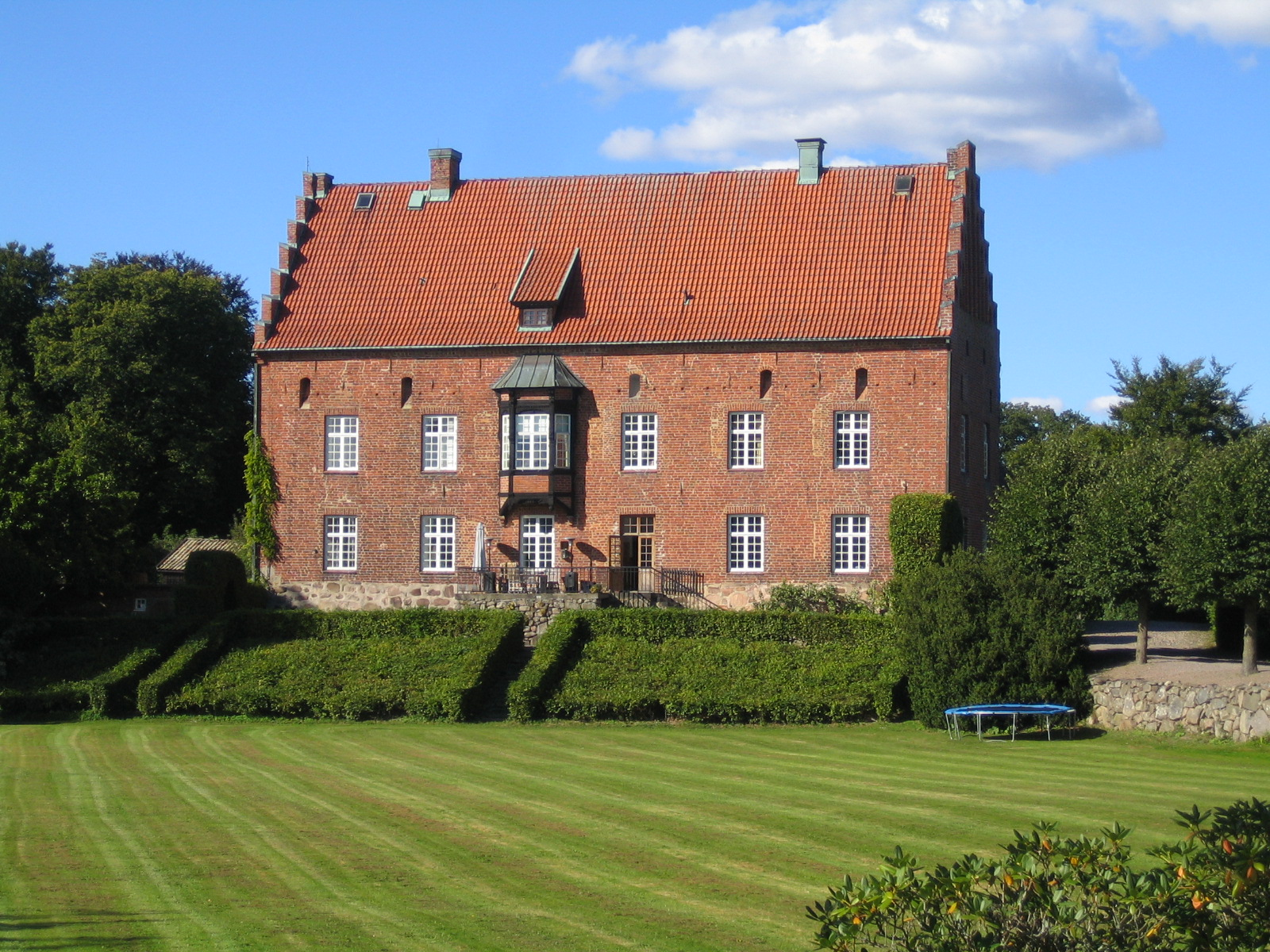
Knudstrup, casa natal de Tycho Brahe.

Tycho Brahe nació el 14 de diciembre de 1546 en Knudstrup, Escania, en aquel entonces perteneciente a Dinamarca y después a Suecia. Era el hijo mayor de una familia nobiliaria danesa: Otte Brahe, el padre de Tycho, era consejero privado del rey y terminó su carrera como gobernador del castillo de Helsingborg. Beate Bille, la madre de Tycho, también venía de una importante familia que había dado importantes eclesiásticos y políticos. Bautizado con el nombre de Tyge, más tarde latinizó su nombre a la forma con la que se le conoce habitualmente, Tycho.
El joven Tycho fue criado por Joergen Brahe, un tío suyo que no tenía hijos propios y que se lo llevó a su residencia de Tostrup cuando tenía poco más de un año. La intención de Joergen era que Tycho siguiera, como él mismo, una carrera al servicio del rey, por lo que le proporcionó una sólida formación humanística en latín y en 1559, a la edad de trece años, lo envió a la Universidad de Copenhague. Fue durante su estancia allí cuando, el 21 de agosto de 1560, se produjo un eclipse de Sol, acontecimiento cuya previa predicción causó una enorme impresión al joven Tycho. A partir de ese momento, y con la aparente indulgencia de su tío, dedicó el tiempo que pasó en Copenhague a estudiar matemáticas y astronomía. Sabemos, por ejemplo, que adquirió y anotó minuciosamente una edición en latín de las obras de Ptolomeo.
Más tarde, en 1562, dejó Dinamarca para completar su educación y se matriculó en la Universidad de Leipzig con la intención de estudiar Derecho, aunque la mayor parte del tiempo la dedicaba a sus primeras observaciones astronómicas. Durante su estancia allí, a raíz de una conjunción entre Júpiter y Saturno que se produjo el 24 de agosto de 1563, fue cuando se dio cuenta de los errores en que incurrían las previsiones astronómicas: hasta de un mes, e incluso en las tablas más precisas varios días.
Tycho Brahe se marchó de Leipzig en mayo de 1565 y regresó a Copenhague por indicación de su tío Joergen, que lo consideró conveniente a causa de las complicaciones de la guerra entre Suecia y Dinamarca en algunas de cuyas batallas navales participó él mismo. Casi inmediatamente, el 21 de junio, falleció Joergen a causa de las complicaciones de salud que le provocó el auxiliar al rey Federico II cuando este cayó al agua desde un puente del castillo de Copenhague. A pesar de que la familia de Tycho Brahe se oponía a su interés por la astronomía, este había recibido la herencia de su tío y pudo continuar por sí mismo su formación. En 1566 emprendió un viaje, visitando primero la Universidad de Wittenberg y estableciéndose después en Rostock, en cuya universidad se titularía, realizando estudios que incluían astrología, alquimia y medicina.
A finales de 1566, el 29 de diciembre, una disputa con otro aristócrata danés (según una de las versiones provocada por las burlas de este a una predicción astrológica de Tycho sobre la muerte de Solimán el Magnífico cuando el sultán ya había fallecido) culminó en un duelo en el que un golpe arrancó a Tycho la parte superior de la nariz. A partir de entonces, para ocultar la herida, debió utilizar siempre una prótesis especialmente fabricada en oro y plata.

### Los comienzos de su carrera (1567–1576)
Por esta época Tycho Brahe ya iba alcanzando cierto renombre como erudito y el 14 de mayo de 1568 el rey Federico le ofreció el primer puesto de canónigo que quedara vacante en la catedral de Roskilde, puesto que en aquel entonces no conllevaba obligaciones religiosas y se dedicaba a estudiosos por designación real.
Tycho continuó con sus viajes, visitando de nuevo Wittenberg y, después de una temporada en Basilea, se instaló a principios de 1569 en Augsburgo, donde continuó con sus observaciones astronómicas ayudándose de un gigantesco cuadrante de 6 metros de radio que se hizo construir. Sin embargo, tuvo que regresar a Dinamarca en 1570 a causa de la grave enfermedad de su padre, Otto, quien finalmente fallecería en mayo de 1571.
Tycho se instaló con su tío materno Steen y desvió su atención hacia la química, hasta que en 1572 observó un extraño acontecimiento en la Casiopea: había aparecido una nueva estrella que fue visible durante dieciocho meses. Sus observaciones sobre el astro, hoy conocido como la supernova SN 1572 o Nova Tycho, las resumió en un libro titulado De nova stella, en el que aparece por primera vez en el vocabulario astronómico la palabra nova.
Al año siguiente Tycho empezó a vivir con Cristina (o Kirstine), una muchacha de la zona de Knudstrup con la que nunca contrajo matrimonio formal, probablemente a causa de la diferencia de posición social. De todas formas, la convivencia de la pareja fue un éxito y tuvieron ocho hijos, de los cuales cuatro niñas y dos niños sobrevivieron a la infancia y fueron reconocidos después de su muerte como descendientes legítimos.

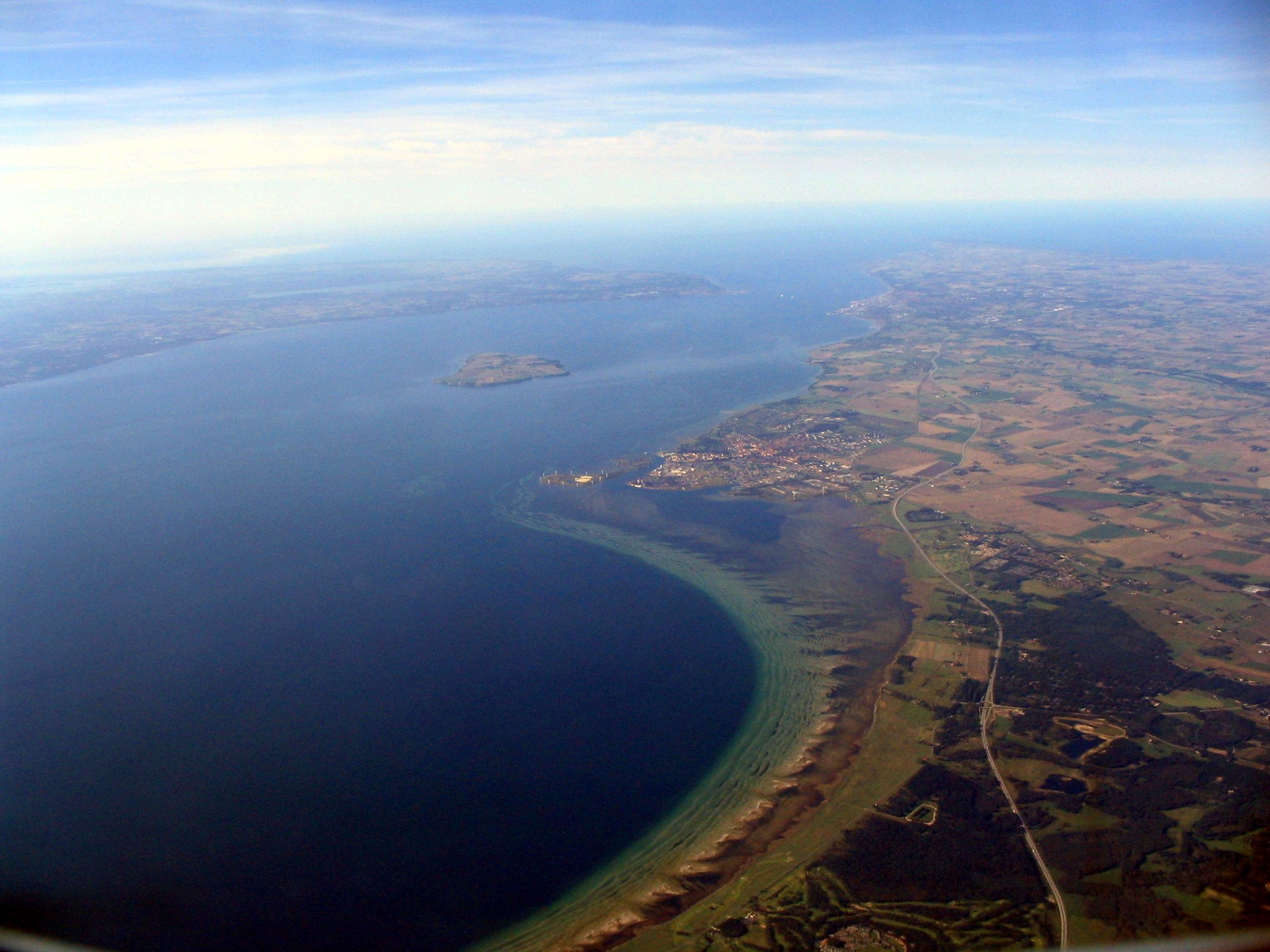
Vista del estrecho de Sund con la isla de Hven en el centro.
Residencia de Tycho Brahe y localización de sus observatorios: Uraniborg y Stjerneborg

En 1574 Tycho Brahe daba clases y realizaba sus observaciones astronómicas en Copenhague, aunque un tanto insatisfecho de las condiciones de su trabajo barajó instalarse en Basilea. Ante eso, y en vista de su creciente prestigio, para retenerlo el rey primero le ofreció que se instalara en un castillo real y después, en vista de su negativa, accedió a regalarle la pequeña isla de Hven, con el añadido de la construcción de una casa y la concesión de una renta. El documento de la cesión se firmó el 23 de mayo de 1576 y, además de la casa, Tycho también levantó el que más tarde sería conocido como el observatorio de Uraniborg, bautizado así en honor de Urania, la musa de la astronomía.

### Los años de observaciones en la isla de Hven (1576–1597)
En la isla de Hven, Tycho Brahe pudo contar con todo lo necesario para su trabajo: construyó un segundo observatorio además de Uraniborg, al que llamó Stjerneborg (Castillo de las Estrellas), que, además de contar con galerías para la observación, despachos para él y sus ayudantes y biblioteca, estaba equipado con el mejor instrumental de la época. También instaló una imprenta y hasta una fábrica de papel para asegurarse la publicación de sus obras.
La labor principal que desarrolló Tycho Brahe en las dos décadas que pasó trabajando en Uraniborg fue la rutinaria, aunque importantísima, de medir las posiciones de los planetas con respecto a las estrellas fijas. Sus datos eran considerados los de más calidad de Europa y así, cuando el 13 de noviembre de 1577 divisó un cometa, fueron sus cálculos los que se consideraron la demostración definitiva de que su órbita discurría entre los planetas y no entre la Tierra y la Luna.
Sobre la base de sus observaciones publicó, en dos volúmenes entre 1587 y 1588, el libro Astronomiae instauratae progymnasmata (Introducción a la nueva astronomía), donde exponía un modelo del universo intermedio entre el de Ptolomeo y Copérnico, en el que, aunque la Tierra se considera fija y el Sol gira en torno a ella, era el Sol el centro de las órbitas de los demás planetas.
La posición de Tycho Brahe en Dinamarca comenzó a debilitarse en 1588 cuando murió el rey Federico II y la sucesión recayó en su hijo Cristián IV. Como este solo tenía once años, la responsabilidad del gobierno recayó en un consejo de nobles que en principio siguieron cumpliendo los términos previos del acuerdo real con Tycho. Este ya era una celebridad y recibía a visitantes tan distinguidos como el rey Jacobo VI de Escocia, que había viajado a Dinamarca con motivo de su casamiento con la princesa Ana, hermana del rey. Las tablas astronómicas que estaba compilando Tycho necesitaban de la realización masiva de operaciones matemáticas y, probablemente como fruto de esta visita, el médico de Jacobo VI, John Craig, le comunicó a John Napier una técnica usada en Dinamarca con base trigonométrica para reducir productos a sumas, la prostaferesis, estrechamente emparentada con los logaritmos, cuya teoría estaba fundamentando Napier en esa época. Aunque su trabajo continuaba, y llegó a compilar un catálogo de unas mil estrellas fijas en 1595, acumulaba problemas con sus tenencias en la zona y cada vez estaba menos cómodo con su posición. Así las cosas, la situación empeoró aún más cuando Cristián IV fue coronado en 1596 y tomó medidas de ahorro como retirarle a Tycho sus propiedades continentales y reducir el presupuesto asignado al observatorio. Aunque seguía siendo igualmente rico, en abril de 1597 Tycho Brahe decidió abandonar Hven y llevarse a sus ayudantes, los instrumentos transportables y hasta la prensa de imprimir. Después de una temporada en Copenhague se instaló provisionalmente en Rostock.

### Años finales, estancia en Praga y asociación con Kepler (1597–1601)

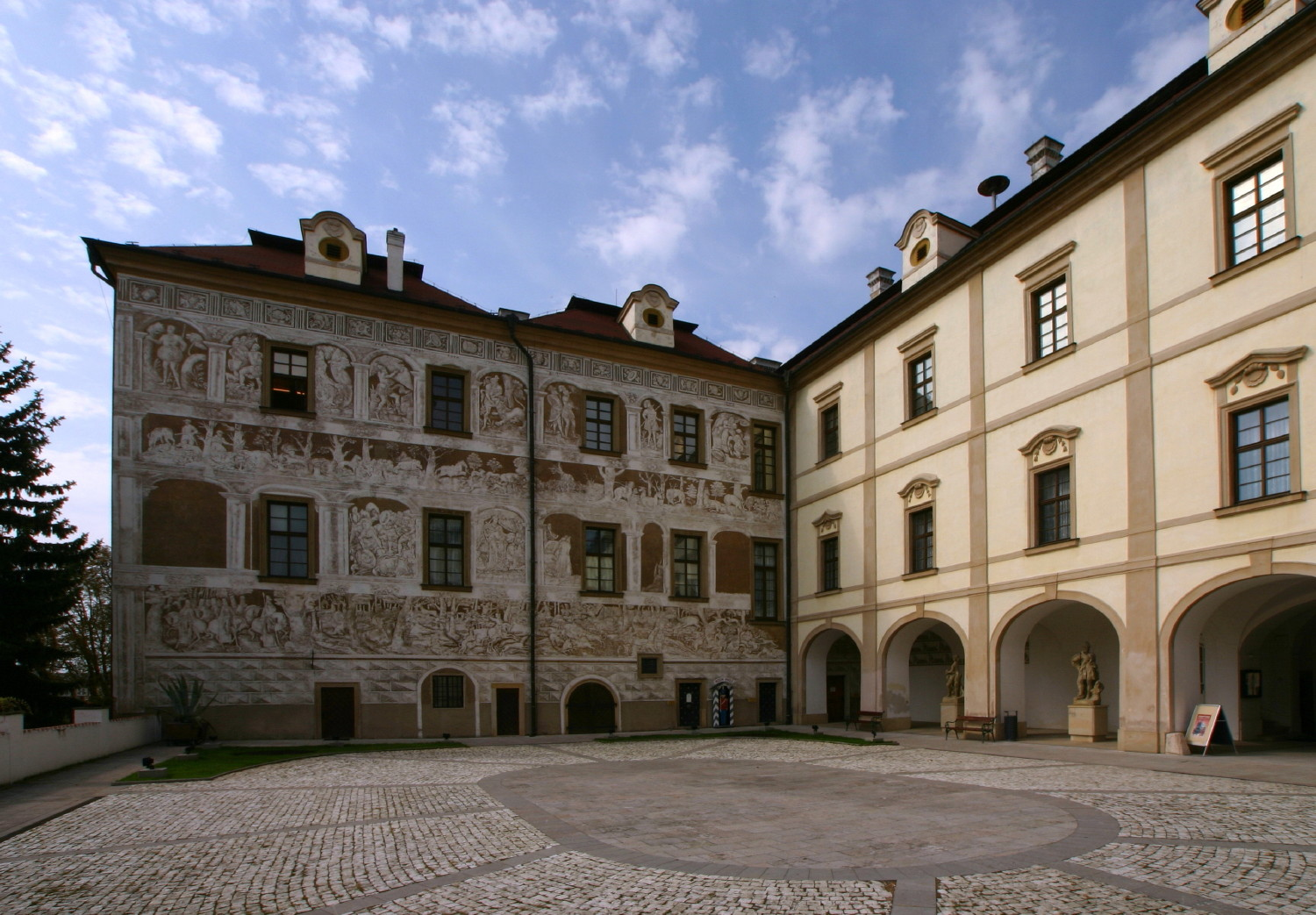
El castillo de Benatky, donde se instaló Tycho Brahe en 1599.

Desde Rostock Tycho Brahe siguió manteniendo correspondencia con el rey Cristián IV, pero no consiguieron arreglar sus diferencias y se produjo la ruptura definitiva. Luego viajó a Wandsbeck, cerca de Hamburgo, y mientras seguía en busca de un lugar adecuado donde continuar su trabajo, le llegó una oferta del Emperador del Sacro Imperio Romano Germánico Rodolfo II de Habsburgo. Rodolfo fue el único Habsburgo que estableció su residencia permanente en Praga, la capital de Bohemia, a la que convirtió en uno de los principales centros artísticos y culturales de Europa. A pesar de sus fracasos políticos y militares, Rodolfo II es recordado como un gran protector de las artes y de las ciencias. Estaba particularmente interesado en la astrología e incentivaba asimismo las investigaciones puramente astronómicas. Instalado en el Castillo de Praga, el Hradčany, construyó en un pequeño palacio renacentista perteneciente al complejo, el Belvedere, un observatorio donde pasaba horas y horas siguiendo el curso de los astros.
Tycho Brahe llegó a Praga en junio de 1599 y fue recibido en audiencia por el mismo emperador, que le concedió el título de matemático imperial, una considerable renta y le dio a elegir entre tres castillos para instalar su observatorio, de los cuales Tycho escogió el situado en la localidad de Benatky, a 35 kilómetros de Praga. Hizo venir a su familia, que había quedado provisionalmente en Dresde, y luego encargó a su hijo mayor que trasladara desde Hven los grandes instrumentos astronómicos que allí se habían quedado. Aunque Tycho ya pasaba de los cincuenta años y ya no realizaría más descubrimientos de importancia, en aquel momento ya mantenía correspondencia con la figura que finalmente mejor podría aprovechar su enorme caudal de datos, Johannes Kepler.
Kepler era profesor de matemáticas en la ciudad austríaca de Graz y obtenía ingresos adicionales dedicándose a la astrología. Era también un convencido protestante y tuvo que abandonar Estiria cuando el devoto católico archiduque Fernando se hizo con el dominio de la región y quiso eliminar de ella la influencia de la reforma. Gracias a la mediación de un noble de Estiria, el barón Hoffman, también consejero de Rodolfo II, Kepler y Brahe se entrevistaron por primera vez el 4 de febrero de 1600. Desde el principio, las relaciones entre ambos fueron tensas: Kepler era consciente de su capacidad, tenía necesidad de un cargo remunerado y planteaba exigencias que a Tycho Brahe le parecían excesivas, al mismo tiempo que no le proporcionaba acceso total a sus preciados datos. Finalmente, las cosas se arreglaron hasta el punto de que Tycho se ofreció a pagarle a Kepler el traslado desde Graz y medió con el emperador, que le concedió una residencia a la que se mudó la familia Kepler en febrero de 1601. Por último, este fue recibido por el emperador, que le ofreció un puesto como ayudante de Brahe con el cometido concreto de recopilar unas nuevas tablas de posiciones estelares, que serían posteriormente conocidas como Tablas rudolfinas.

### Muerte de Tycho Brahe (1601)

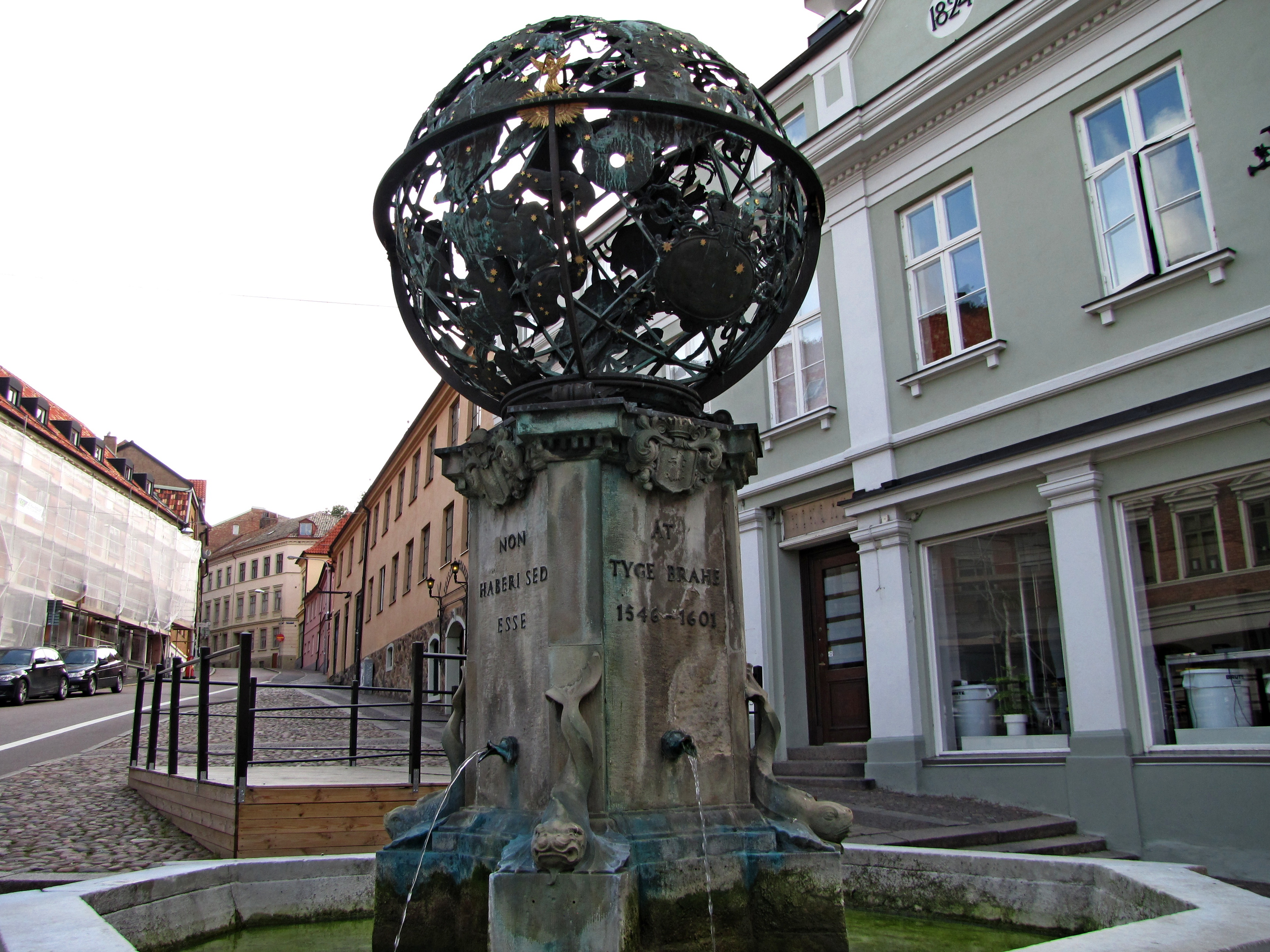
Fuente dedicada al astrónomo Tycho Brahe situada en las calles de Helsingborg

Esta siempre tensa colaboración no duró mucho tiempo, ya que el 13 de octubre Tycho Brahe cayó gravemente enfermo. Según la versión del mismo Kepler, y para no cometer una falta a la etiqueta, Tycho se había negado a abandonar la mesa para atender a sus necesidades durante un banquete en Praga, lo cual podría ser la causa de complicaciones serias debidas a una uremia según el diagnóstico médico moderno. Estuvo delirando varios días, en los que se le oyó lamentarse con la angustia de que su vida no hubiera transcurrido en vano («Ne frustra vixisse videar»), pero recobró finalmente la lucidez en la mañana del 24 de octubre. En su lecho de muerte encomendó a Kepler la tarea de terminar las Tablas rudolfinas y le cedió la responsabilidad de todos sus datos astronómicos con el encargo expreso de que demostrara, sobre la base de ellos, la validez de su modelo del universo frente al de Copérnico. En los años siguientes Kepler tuvo continuos problemas con los herederos de Tycho, que querían ver cumplido ese compromiso y ansiaban ver impresas sus publicaciones, probablemente también por razones monetarias.
Tycho Brahe falleció el mismo 24 de octubre de 1601. Fue enterrado, rodeado de gran ceremonia, el 4 de noviembre en la Iglesia de Nuestra Señora de Tyn de Praga, lugar donde todavía se encuentra su tumba.
En 1999 se abrió la tumba de Tycho Brahe en Praga para analizar sus cabellos: se encontraron dosis tan elevadas de mercurio que actualmente se considera el envenenamiento por mercurio como posible causa alternativa de su muerte. Dado que Brahe estaba interesado en la alquimia y en la medicina y que el mercurio era un elemento común a las medicinas alquímicas preparadas por el mismo Tycho, es probable que muriera por envenenamiento por sus propias medicinas, tratando de recuperarse de sus problemas urinarios. Actualmente, científicos estudian los restos mortales para obtener pruebas del envenenamiento por mercurio.

## Trayectoria científica

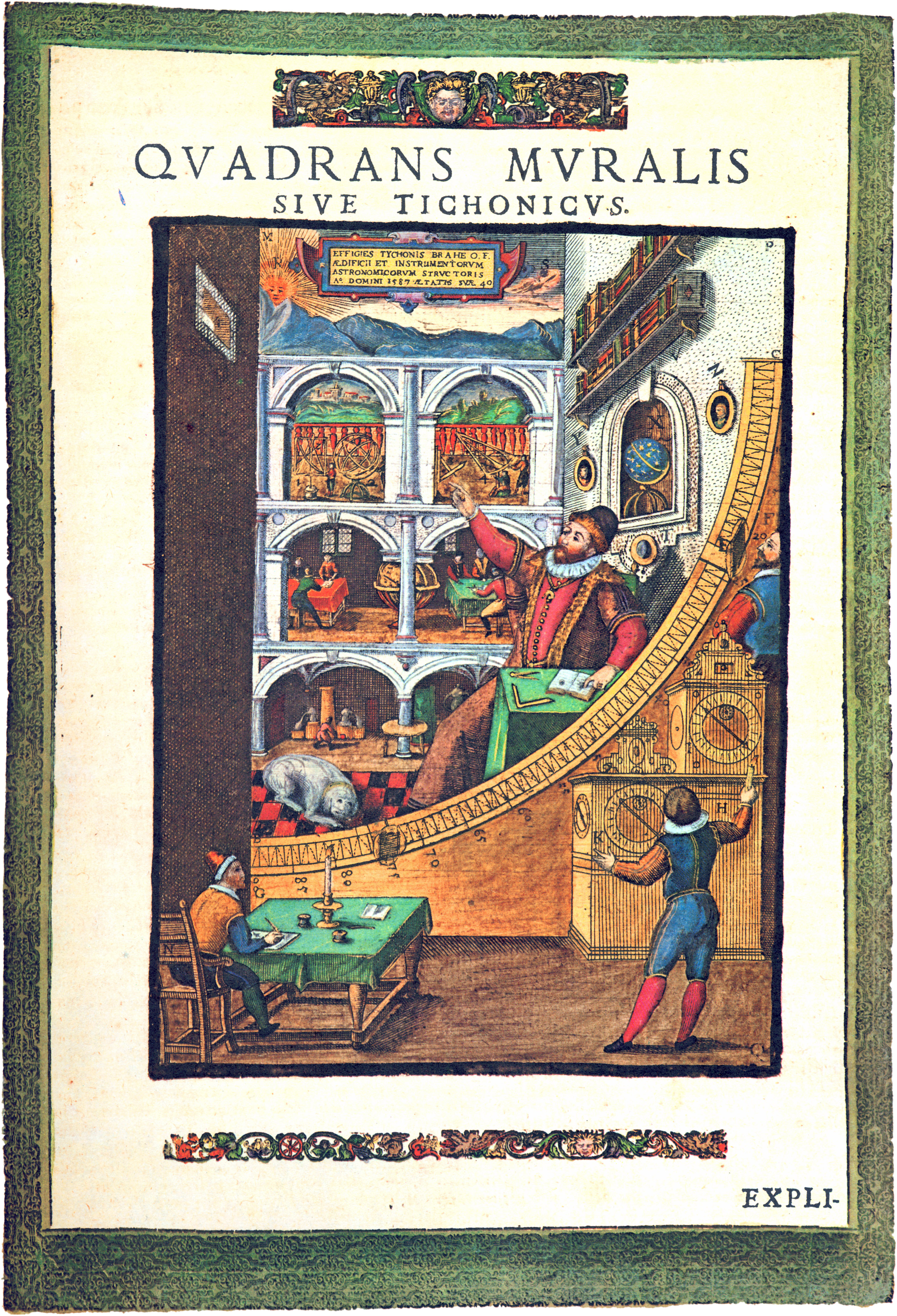
El gran cuadrante mural de Tycho Brahe.
Astronomiae instauratae mechanica, Tycho Brahe, 1598.

Tycho Brahe fue el último de los grandes astrónomos observadores de la era previa a la invención del telescopio. El 24 de agosto de 1563, mientras estudiaba en Leipzig, ocurrió una conjunción de Júpiter y Saturno, suceso predicho por las tablas astronómicas existentes. Sin embargo, Tycho se dio cuenta de que todas las predicciones sobre la fecha de la conjunción estaban equivocadas en días o incluso meses. Este hecho tuvo una gran influencia sobre él. Brahe se percató de la necesidad de compilar nuevas y precisas observaciones planetarias que le permitieran realizar tablas más exactas.
Durante su carrera científica persiguió con ahínco este objetivo. Así desarrolló nuevos instrumentos astronómicos con los que fue capaz de compilar un preciso catálogo estelar de más de 1000 estrellas, cuyas posiciones había medido con una precisión muy superior a la alcanzada hasta entonces (777 de ellas con una precisión muy elevada). Las mejores medidas de Tycho alcanzaban precisiones de medio minuto de arco. Estas medidas le permitieron mostrar que los cometas no eran fenómenos meteorológicos, sino objetos más allá de la Tierra. Desde entonces sus instrumentos científicos se copiaron ampliamente en Europa.
Tycho fue el primer astrónomo en percibir la refracción de la luz, elaborar una completa tabla y corregir sus medidas astronómicas de este efecto.
El conjunto completo de observaciones de la trayectoria de los planetas fue heredado por Johannes Kepler, ayudante de Brahe en aquel tiempo. Gracias a estas detalladas observaciones, Kepler sería capaz, unos años más tarde, de encontrar las hoy denominadas leyes de Kepler que gobiernan el movimiento planetario.

### La estrella de Tycho

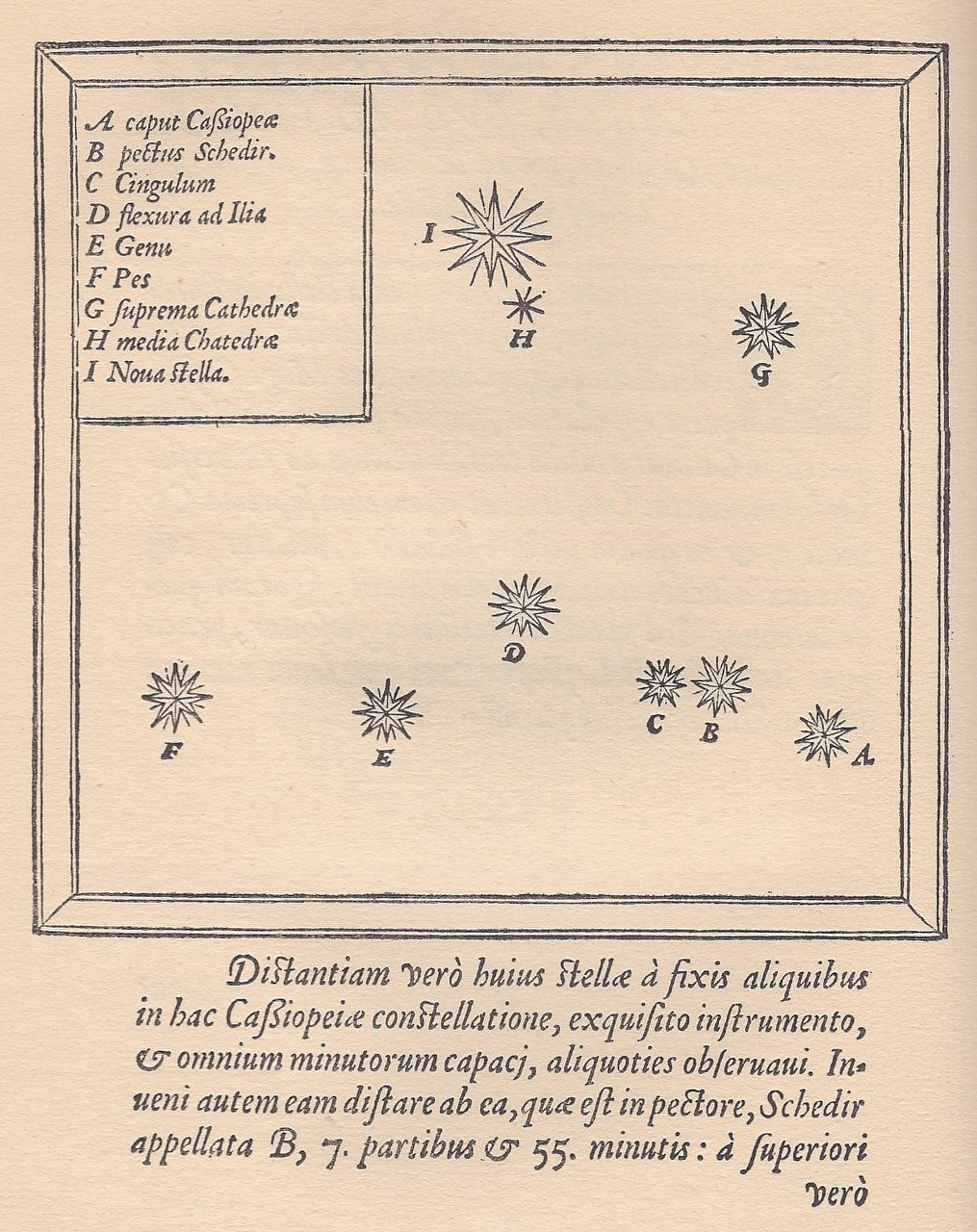
Mapa de la situación de Nova Tycho.
De stella nova, Tycho Brahe, 1573.

En 1572, cuando tenía 26 años de edad, Tycho observó una supernova en la constelación de Casiopea. En aquella época se creía en la inmutabilidad del cielo y en la imposibilidad de la aparición de nuevas estrellas, pero el brillo de ésta era incontestable.
Inicialmente, la estrella era tan brillante como Júpiter pero pronto superó la magnitud -4, siendo visible incluso de día. Poco a poco fue desvaneciéndose hasta dejar de ser visible hacia marzo de 1574. Cuando Tycho publicó las observaciones detalladas de la aparición de esta supernova, se convirtió instantáneamente en un respetado astrónomo. Llamó a la estrella Stella Nova ('Estrella nueva' en latín).
Tycho no fue el primero en descubrir la aparición de esta supernova, pero publicó las mejores observaciones de su aparición y de la evolución de su brillo, razón por la cual se conoce con su nombre.

### Geocentrismo

El sistema solar según Tycho Brahe.

El sistema del Universo que presenta Tycho es una transición entre la teoría geocéntrica de Ptolomeo y la teoría heliocéntrica de Copérnico. En la teoría de Tycho, el Sol y la Luna giran alrededor de la Tierra inmóvil, mientras que Marte, Mercurio, Venus, Júpiter y Saturno girarían alrededor del Sol.
Brahe estaba convencido de que la Tierra permanecía estática en relación con el Universo porque, si no fuera así, deberían poder apreciarse los movimientos aparentes de las estrellas. Sin embargo, aunque tal efecto existe realmente y se denomina paralaje, la razón por la cual no lo comprobó es que no puede ser detectado con observaciones visuales directas. Las estrellas están mucho más lejos de lo que se pensaba razonable en esa época.
La teoría de Tycho Brahe es parcialmente correcta. De ordinario se considera a la Tierra girando alrededor del sol porque se toma como punto de referencia a este último. Pero si se considera la Tierra como referencia, el Sol gira en torno a la tierra, así como la luna. No obstante, Brahe pensaba que la órbita de los mismos era circular, cuando en realidad son elipses. La forma de la órbitas fue propuesta por Kepler en su primera ley, basándose en las observaciones de Tycho Brahe.
En los años siguientes, las observaciones de las fases de Venus por Galileo en 1610 inclinaron a los científicos por la teoría heliocéntrica.

### Uraniborg y otros observatorios

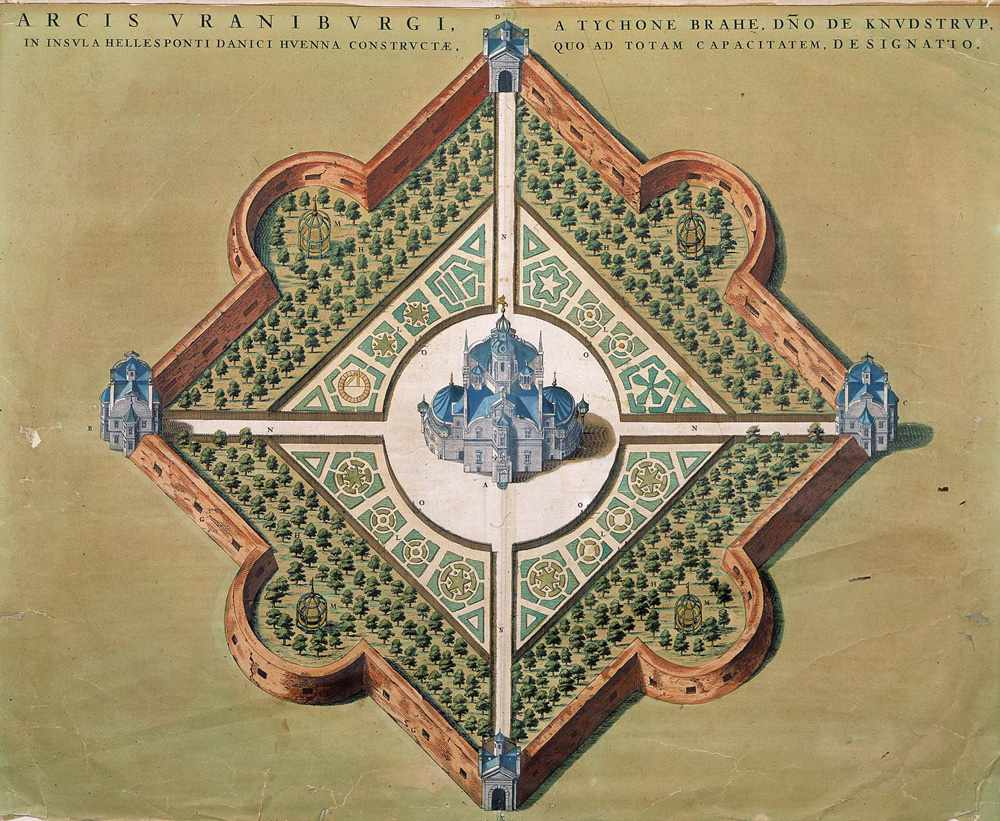
Acuarela mostrando un plano de Uraniborg.

El rey Federico II de Dinamarca y Noruega estaba tan impresionado por las observaciones realizadas por Brahe en 1572 que le financió la construcción de dos observatorios en la isla Hven, en el estrecho de Sund. Los observatorios se llamaban Uraniborg y Stjerneborg, 'Castillo de Urania' y 'Castillo de las Estrellas'. El primero tenía también un laboratorio para los experimentos alquímicos de Tycho Brahe.
A la muerte del rey, Tycho discutió con su sucesor, Cristián IV, y se desplazó a Praga en 1599. Allí consiguió el favor del emperador Rodolfo II, quien le nombra «matemático imperial», le ofrece una mansión y le permite escoger entre varios castillos para construir un nuevo observatorio. Tycho Brahe escoge el castillo de Benátky nad Jizerou, a 50 km de Praga. Dado que Rodolfo II era un apasionado de la astrología, Brahe debía proporcionar cartas astrales para los altos miembros de la corte, así como elaborar interpretaciones astrológicas de acontecimientos, como la llegada del cometa de 1577 y la aparición de la supernova de 1572.
Las obras e instalación de sus instrumentos se van complicando y Brahe decide regresar a Praga. En Praga, Brahe conoce finalmente a Kepler, a quien confiaría los resultados de sus mediciones de los movimientos de la Luna y los planetas realizadas durante décadas, datos que permitirían a Kepler publicar en 1627 las Tablas rudolfinas.

## Brahe y la astrología
Se ha dicho que Brahe, al igual que muchos astrónomos de la época, parece haber aceptado la astrología en dos de sus trabajos iniciales, ahora perdidos, creyendo que el movimiento de los planetas influía sobre sucesos terrestres. Tycho también trabajó en la predicción del tiempo, realizó interpretaciones astrológicas de la supernova de 1572 y del cometa de 1577, y escribió cartas astrales para sus patrones, Federico II y Rodolfo II. En la filosofía natural de Tycho Brahe, la astrología y la alquimia eran partes fundamentales.
No obstante, según el historiador de la ciencia y científico David Brewster, Brahe publicó un tratado sobre principios de astrología en el que rechazaba la práctica como una charlatanería. Según esta versión, Brahe expresó su escepticismo sobre la multiplicidad de sistemas astrológicos y prefería un trabajo astronómico asentado en las matemáticas.

## Lugares nombrados en su honor
- En 1935 la UAI decidió llamar en su honor «Tycho» a un astroblema lunar.[31]
- El cráter de Marte Tycho Brahe.[32]
- La Nova de Tycho (SN 1572), una supernova.
- El asteroide (1677) Tycho Brahe.[33]
- El planetario de la ciudad de Copenhague.